# Vorindogermanisches Substrat
Das vorindogermanische Substrat ist eine Gruppe nicht nachweisbar miteinander verwandter Sprachen, die sowohl in Europa als auch in Asien vor der Durchsetzung indogermanischer Sprachen gesprochen wurden und – nach verschiedenen Hypothesen – den Wortschatz oder die Grammatik der indogermanischen Sprachen beeinflusst haben sollen.
Im 18. und 19. Jahrhundert wurde die etruskische Sprache aus epigraphischen Denkmälern bekannt. Bis zur Mitte des 20. Jahrhunderts wurden schriftliche Denkmäler weiterer Sprachen entdeckt, darunter Minoisch, Nordpikenisch, Eteokretisch, Eteokyprisch und Iberisch. Die einzige überlebende vorindogermanische Sprache Europas ist das Baskische.
Daneben begannen Sprachwissenschaftler seit dem Beginn des 20. Jahrhunderts damit, die möglichen Substrate (d. h. die vermuteten Überreste älterer Sprachen) in den indogermanischen Sprachen zu studieren. So sind die Hypothesen von den vorgermanischen, vorgriechischen (pelasgischen), vorkeltischen usw. Substraten entstanden.
Die uralischen Sprachen werden nicht zu den vorindogermanischen Sprachen gezählt, da sie sich (letztlich wahrscheinlich aus Asien) etwa gleichzeitig mit den indogermanischen Sprachen oder etwas später beginnend in Europa ausgebreitet haben.

## Europa
- Ägäische Sprachen:
  - mögliches vorgriechisches Substrat (auch pelasgisches oder mediterranes Substrat genannt; siehe Pelasger);
  - Eteokretisch (Nachfolgerin der minoischen Sprache?);
  - Eteokyprisch (Nachfolgerin der kypro-minoischen Sprache?).

- Tyrsenische Sprachen:
  - Etruskisch;
  - Lemnisch;
  - Rätisch.

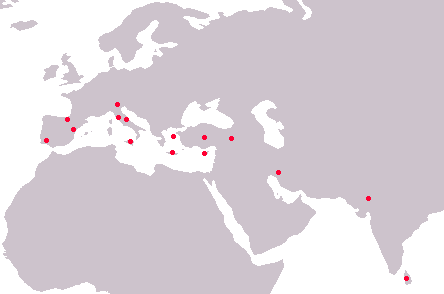
Geographische Lokalisation der vorindogermanischen Sprachen.
Iberische Halbinsel: Baskisch, Tartessisch, Iberisch. Apennin: Etruskisch, Rätisch, Sikanisch, Pikenisch. Kleinasien: Hattisch, Hurro-urartäisch. Griechenland und Zypern: Lemnisch, Eteokretisch, Eteokyprisch. Iran: Elamisch. Indischer Subkontinent: Harappisch, Sri Lanka: Vedda.

- Sonstige unklassifizierte Sprachen Italiens:
  - Nordpikenisch;
  - Camunisch (siehe Camunni);
  - Paläosardisch (oder nuraghische Sprache; siehe Nuraghenkultur).
  - Sizilische Sprachen:
    - Sikanisch (siehe Sikanen).
- Paläohispanische Sprachen:
  - Baskisch und Aquitanisch;
  - Iberisch;
  - Tartessisch (auch Südlusitanisch; siehe Tartessos);
- Mögliche vorkeltische Substratsprachen:
  - kontinentale vorkeltische Sprachen:
    - Ligurisch (?; gilt heute eher als indogermanisch);

  - vorkeltische Sprachen der Britischen Inseln:
    - goidelisches Substrat;
    - Piktisch (?; die Sprache der Pikten, mittlerweile häufig als keltisch angesehen).
- Germanische Substrathypothese
- Alteuropäische Hydronymie (?; laut dem Urheber der Hypothese, Hans Krahe, allerdings indogermanisch)

## Asien
- Mögliche Substrate der indogermanischen Sprachen Anatoliens:
  - Hattisch;
  - Hurro-Urartäisch.
- Mögliche altiranische Substrate:
  - die Sprache der Oasenkultur (auch Oxus-Kultur genannt);
  - Elamisch;
  - möglicherweise Urburushaski.
- Mögliche Substrate des Vedischen:
  - die Sprache der Oasenkultur;
  - Munda-Sprachen;
  - harappische Sprache;
  - Dravidische Sprachen.
- Vedda, die nicht-indogermanische (und nicht-dravidische) Sprache der sri-lankischen Veddas.

### Archäologie und Kultur
- David Anthony, Jennifer Y. Chi (Hrsg.): The Lost World of Old Europe. The Danube Valley, 5000–3500 BC. Princeton University Press, Princeton (NJ) 2009, ISBN 978-0-691-14388-0.
- Peter I. Bogucki, Pam J. Crabtree (Hrsg.): Ancient Europe 8000 BC – 1000 AD. An Encyclopedia of the Barbarian World. Charles Scribner’s Sons, New York 2004.
- Marija Gimbutas: Old Europe c. 7000–3500 B.C. The Earliest European Civilization Before the Infiltration of the Indo-European Peoples. In: The Journal of Indo-European Studies. 1/1–2 (1973) S. 1–20.
- Christopher Tilley: An Ethnography of the Neolithic. Early Prehistoric Societies in Southern Scandinavia. Cambridge University Press, Cambridge 1996.

### Sprachwissenschaftliche Forschungen
- Alfred Bammesberger, Theo Vennemann (Hrsg.): Languages in Prehistoric Europe. Carl Winter, Heidelberg 2003, ISBN 3-8253-1449-9.
  - darin: Theo Vennemann: Languages in Prehistoric Europe north of the Alps, S. 319–332 (PDF).
- Robert S. P. Beekes, Stefan Norbruis (Hrsg.): Pre-Greek: Phonology, Morphology, Lexicon. Brill, Leiden 2014, ISBN 90-04-27938-5
- Roger Blench, Matthew Spriggs (Hrsg.): Archaeology and Language I. Theoretical and Methodological Orientations. Routledge, London 1997, ISBN 0-41511-760-7
- Pavel M. Dolukhanov: Archaeology and Languages in Prehistoric Northern Eurasia. In: Japan Review. 2003, 15, S. 175–186 (PDF).
- Marija Gimbutas: Die Sprache der Göttin. Das verschüttete Symbolsystem der westlichen Zivilisation. Zweitausendeins, Frankfurt am Main 1995 (Original auf Englisch, 1989), ISBN 3-86150-120-1
- John Greppin, T. L. Markey (Hrsg.): When Worlds Collide: The Indo-Europeans and the Pre-Indo-Europeans. Karoma Publishers, Ann Arbor 1990, ISBN 0-89720-090-X
- Winfred P. Lehmann: Pre-Indo-European. Institute for the Study of Man, Washington, DC 2002, ISBN 0-941694-82-8
- Robert Mailhammer: Diversity vs. Uniformity. Europe before the Arrival of Indo-European Languages. In: Robert Mailhammer, Theo Vennemann, Birgit Anette Olsen (Hrsg.): Linguistic Roots of Europe. Museum Tusculanum Press, Kopenhagen 2014, ISBN 978-87-635-4209-8
- „Pre-Indo-European“. In: Glanville Price (Hrsg.): Encyclopedia of the Languages of Europe. Blackwell, Oxford 1998, ISBN 0-631-22039-9
- Don Ringe: The Linguistic Diversity of Aboriginal Europe. In: Language Log. 6. Januar 2009 (PDF).
- Wolfgang P. Schmid: Alteuropäische Gewässernamen. In: Namenforschung. Walter de Gruyter, Berlin und New York 1995, S. 756–762.
- Theo Vennemann: Linguistic reconstruction in the context of European prehistory. In: Transactions of the Philological Society. Band 92, Heft 2 (November 1994), S. 215–284.
- Lothar Willms: Klassische Philologie und Sprachwissenschaft. Vandenhoeck & Ruprecht, Göttingen 2013, ISBN 3-8252-3857-1
- Roger D. Woodard (Hrsg.): The Cambridge Encyclopedia of the World's Ancient Languages. Cambridge University Press, Cambridge 2004, ISBN 0-521-56256-2